# Fuerza Aérea de Kuwait
La Fuerza Aérea Kuwaití (en árabe: القوات الجوية الكويتية, transliteración: al-Quwwat al-Jawwiya al-Kuwaitiya) es la rama aérea del ejército de Kuwait. Sus principales cuarteles están ubicados en la base aérea de Al Mubarak, destacando también otras instalaciones como Brigada de Defensa Aérea, la Base Aérea Ali Al Salem y la Base Aérea Ahmed Al Jaber. Cuenta con un efectivo de 5.000 personas, entre tripulación y personal.

## Historia
La Fuerza Aérea de Kuwait se formó con la ayuda del Reino Unido a principios de los años 50. Al principio estuvo equipada con aeronaves británicas (incluyendo el Hawker Hunter y el BAC Lightning). En los años 70 los interceptores fueron reemplazados por aeronaves de Francia (Dassault Mirage F1), y aeronaves de ataque terrestre por los Estados Unidos (Douglas A-4 Skyhawks).
En los años 80 la necesidad de aviones de adiestramiento fue satisfecha con la adquisición de BAe Hawk y Shorts Tucano. La entrega de este último fue retrasada por la invasión a Kuwait en 1990, que fue el inicio de la Guerra del Golfo.
Durante la invasión, La Fuerza Aérea de Kuwait intentó defender el país antes de que la mayoría de los aviones fueran evacuados a Arabia Saudita. Después de la guerra, la Fuerza Aérea fue reorganizada y el McDonnell-Douglas F-18 Hornet reemplazó a los Mirages y Skyhawks.

## Futuro
En febrero de 2009, el presidente francés Nicolas Sarkozy anunció que Kuwait estaba considerando la compra de 28 aeronaves Rafale. La Fuerza Aérea de Kuwait está investigando el contrato y están en espera del Ministro de Defensa francés para que visite Kuwait al final de febrero.
El 12 de septiembre de 2015, el Consorcio Eurofighter ha informado que el Eurofighter Typhoon, ha sido seleccionada por Kuwait para actualizar su flota aérea con 28 nuevos aviones de combate.

## Inventario de las aeronaves

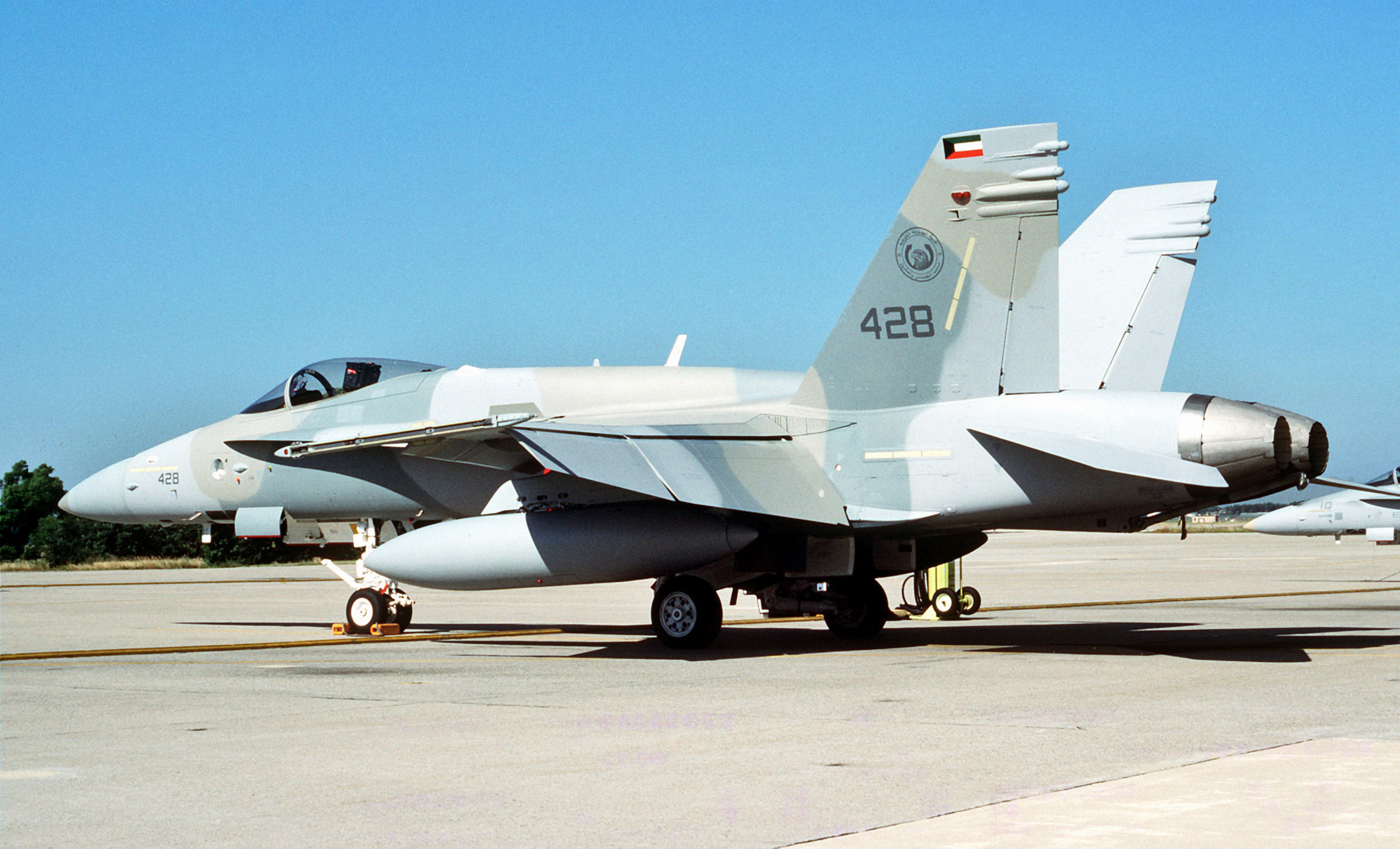
F-18C Hornet de la Fuerza Aérea de Kuwait.

| Aeronave                              | Origen             | Tipo                     | Versiones          | En servicio        | Notas                                                                           |
| Aviones de combate                    | Aviones de combate | Aviones de combate       | Aviones de combate | Aviones de combate | Aviones de combate                                                              |
| ------------------------------------- | ------------------ | ------------------------ | ------------------ | ------------------ | ------------------------------------------------------------------------------- |
| Boeing F/A-18                         | Estados Unidos     | Caza polivalente         | F/A-18C            | 31                 |                                                                                 |
| F/A-18 Super Hornet                   | Estados Unidos     | Caza polivalente         | F/A-18E/F          |                    | 28 en orden                                                                     |
| Repostaje                             |                    |                          |                    |                    |                                                                                 |
| Lockheed Martin C-130J Super Hercules | Estados Unidos     | Repostaje y transporte   | KC-130J            | 3                  |                                                                                 |
| Transporte                            |                    |                          |                    |                    |                                                                                 |
| Boeing C-17 Globemaster III           | Estados Unidos     | Puente aéreo táctico     | C-17A              | 2                  |                                                                                 |
| Helicópteros                          |                    |                          |                    |                    |                                                                                 |
| Sikorsky S-92                         | Estados Unidos     | Transporte VIP           |                    | 2                  | Volando para el Estado de Kuwait                                                |
| Boeing AH-64                          | Estados Unidos     | Helicóptero de ataque    | AH-64D             | 16                 | Primera entrega 2007                                                            |
| Eurocopter AS-332 Super Puma          | Francia            | Transporte y utilitario  |                    | 5                  |                                                                                 |
| Aerospatale SA-330 Puma               | Francia            | Transporte y utilitario  |                    | 6                  |                                                                                 |
| Aerospatiale SA-342 Gazelle           | Francia            | Búsqueda / anti-armadura |                    | 13                 |                                                                                 |
| Airbus H225M                          | Francia            | Utilitario y transporte  |                    |                    | 30 en pedido                                                                    |
| Entrenamientos                        |                    |                          |                    |                    |                                                                                 |
| BAE Hawk                              | Reino Unido        | Entrenamiento avanzado   | Hawk 64            | 6                  | Tierra                                                                          |
| F/A-18 Super Hornet                   | Estados Unidos     | Entrenador de conversión | F/A-18D            | 7                  |                                                                                 |
| Defensa antiaérea                     |                    |                          |                    |                    |                                                                                 |
| MIM-104 Patriot                       | Estados Unidos     | SAM                      |                    | 14                 | 8 son estándar PAC-3                                                            |
| MIM-23 Hawk                           | Estados Unidos     | SAM                      |                    | 5                  |                                                                                 |
| Skyshield                             | Suiza              | SAM                      |                    | 5                  | consta de dos cañones AA Oerlikon 35 mm y dos lanzadores de misiles de 4 celdas |